# Grandia: Parallel Trippers
Grandia: Parallel Trippers (яп. グランディア パラレルトリッパーズ гурандиа парарэру торипасу, «Грандия: Путешественники по параллельному миру») — японская ролевая игра для портативного устройства Game Boy Color, разработанная студией Game Arts и выпущенная в декабре 2000 года компанией Hudson Soft, исключительно на территории Японии. Представляет собой спин-офф оригинальной Grandia, имея тех же персонажей, музыку и схожую боевую систему. В отличие от предшественницы, Parallel Trippers в силу низкой производительности консоли построена на двухмерной графике, а сражения отображаются в перспективе от первого лица. Среди нововведений — присутствие каталога с описанием всех возможных команд, монстров и персонажей, который постепенно заполняется по мере прохождения игры.
Сюжет описывает историю мальчика по имени Юухи, живущего в современной Японии и вместе с друзьями случайно попавшего в волшебный мир «Грандии». Игрок ведёт персонажа через множество приключений, помогая ему воссоединиться с друзьями и вернуться домой.

## Игровой процесс
Grandia: Parallel Trippers является традиционной японской ролевой игрой с двухмерным окружением, на котором изображены спрайты объектов. Под контролем игрока находится герой Юухи, путешествующий по различным локациям, взаимодействуя с неигровыми персонажами, сражаясь с монстрами, преодолевая ловушки и головоломки с целью дальнейшего продвижения по сюжету. Препятствия в виде выступов и ям преодолеваются с помощью прыжка, проёмы в стенах и запертые двери открываются посредством переключателей, расположенных где-то на локации. Персонажа постоянно сопровождает маленькое летающее существо Пинки, оно используется для взаимодействия с объектами на расстоянии. Повсюду разбросаны сундуки с сокровищами, где хранятся всяческие полезные предметы, например, целебные травы и экипировка. Иногда предметы спрятаны не в сундуках, а в какой-то мебели, шкафах, бочках, объектах интерьера. Как и в оригинальной Grandia, все враги видны на экране, и сражения начинаются только в тех случаях, когда персонаж вплотную подходит к противнику.
Боевая система Parallel Trippers претерпела несколько изменений, хотя очерёдность ходов по-прежнему определяется единой шкалой активности, так называемой Initiative Point Gauge. Ни персонажи, ни монстры не могут перемещаться на поле боя, занимая на нём статичные позиции, причём игрок наблюдает за происходящим в перспективе от первого лица. Иконка каждого участника сражения поступательно движется от начала шкалы к концу, а скорость её движения напрямую зависит от показателя скорости данного персонажа. Как только она достигает конца, течение времени останавливает для того, чтобы игрок отдал своему подчинённому какую-либо команду. Команды включают обычную физическую атаку, магическое заклинание и применение «карт синтеза», которые хранятся в инвентаре и могут быть использованы для создания различных эффектов. За победу над противниками отряд получает очки опыта, по мере их накопления уровень персонажей постоянно повышается, приводя к увеличению персональных характеристик. В ходе прохождения информация о встреченных монстрах и персонажах, а также обо всех увиденных командах, заносится в единую базу, где может быть прочитана в любое время по усмотрению игрока.

## Разработка
Игру анонсировали в июле 2000 года, представители издающей компании Hudson Soft заявили, что совместно с Game Arts собираются выпустить новую «Грандию» для Game Boy Color, и это будет первая портативная часть серии. Тогдашний президент компании Хирокадзу Миядзаки говорил о желании разработать такую игру, которая была бы пригодна абсолютно для всех, она создавалась с той мыслью, чтобы удовлетворить потребности одновременно и начинающих игроков, и ветеранов ролевого жанра, при этом уклон делался прежде всего на общее качество продукта. Hudson Soft в качестве издателя была выбрана по причине богатого опыта в сфере игр для портативных систем и большого энтузиазма в маркетинговом плане. Презентация первых наработок состоялась в августе на выставке Nintendo Space World, в сентябре на Tokyo Game Show стала известной точная дата релиза. Одновременно с релизом издателем для привлечения интереса к проекту был запущен так называемый «Дневник Грандии», интернет-портал, публиковавший рисунки фанатов, интересные интервью и различные файлы для скачивания. Музыкальный ряд создавался посредством существенного упрощения имевшихся звуковых дорожек, в оригинале написанных композитором Нориюки Ивадарэ.

## Отзывы и критика
В Японии популярность игры была сдержанной, а еженедельный журнал Famitsu присвоил ей всего лишь 24 балла из 40. Сайт IGN дал Parallel Trippers неоднозначную оценку, отметив, что проходится она довольно легко, не являясь откровенно плохой, но при этом нельзя назвать её и хорошей, так как привнесённая сюда графика оставляет желать лучшего. Низкие оценки игры обозреватель связал с тем фактом, что многие ждали от неё продолжение оригинальной Grandia, но от той остались только несколько персонажей — в итоге получилась совершенно другая игра.